# Goodman Gallery
Галерея «Goodman Gallery» (англ. Goodman Gallery) — частная художественная галерея в южно-африканском городе Йоханнесбург, открытая Линдой Гивон в 1966 году. Специализируется на современном африканском искусстве — проводит временные групповые персональные выставки как известных, так и на начинающих художников континента; куратор Лиза Эссерс приобрела галерею в 2008 году. В 2016 году галерея вошла в список 500 лучших галерей мира по версии журнала «Modern Painters».

## История и описание
Художественная галерея «Goodman» была основана в Йоханнесбурге (Южная Африка) в 1966 году — по инициативе куратора Линды Гивон (Linda Givon), которая до этого работала в лондонской галерее «Grosvenor Gallery». В дальнейшем у «Goodman» появился филиал и в Кейптауне. Созданная во время апартеида в ЮАР, галерея стремилась стать «абсолютно недискриминационным пространством» — пытаясь защищать как художников, работы которых выставляла, так и свободу выражения мнений во время политических конфликтов, в целом. Независимый куратор Лиза Эссерс приобрела галерею у основательницы в 2008 году.
Галерея «Goodman» является одной из старейших галерей на Африканском континенте, специализирующихся на современном искусстве; уделяет особое внимание как известным, так и начинающим авторам из Южной Африки; также выставляет и международных художников, работы которых связаны с «африканским контекстом». В числе авторов, сотрудничавших с галереей, были такие художники и скульпторы как Гада Амер, Кэндис Брайтц, Кудзанай Чиурай, Мунир Фатми, Альфредо Джаар, Лиза Лоу (Liza Lou, род. 1969), Хэнк Уиллис Томас, а также — дуэт Адама Брумберга и Оливера Чанарина (Adam Broomberg, Oliver Chanarin).
В 2016 году галерея вошла в список 500 лучших галерей мира по версии британского художественного журнала «Modern Painters», владельцем которого является компания «Louise Blouin Media». В том же году она отметила 50-летие своей кураторской миссии, проведя масштабную выставку «В контексте» (In Context), организаторами которой выступили Эссерс и художник Хэнк Уиллис Томас — экспозиция «исследовала представления об африканской идентичности как в Соединенных Штатах, так и в Африке». В 2019 году в галерее прошла выставка южноафриканского художника Михаэля Субоцки (Mikhael Subotzky, род. 1981) «Massive Nerve Corpus», посвящённая проблемам «белой маскулинности».